# Кухари (Волынская область)
Кухари (укр. Кухарі) — село в Велицкой сельской общине Ковельского района Волынской области Украины.
Код КОАТУУ — 0722181203. Население по переписи 2001 года составляет 341 человек. Почтовый индекс — 45081. Телефонный код — 3352. Занимает площадь 9,8 км².